# ウォルター・バーデ
ヴィルヘルム・ハインリヒ・ヴァルター・バーデ（Wilhelm Heinrich Walter Baade, 1893年3月24日 - 1960年6月25日）は、ドイツの天文学者。一般には英語読みのウォルター・バーデとして知られている。1931年にアメリカに移住した。星の種族の発見で知られている観測天文学者である。

## 生涯
バーデはドイツ中西部のノルトライン＝ヴェストファーレン州にあるシュレッティングハウゼン（現ビーレフェルト）に生まれた。1919年にゲッティンゲン大学で学位を取得した後、一時期は数学者のフェリックス・クラインの助手を務めた。後にハンブルク天文台に勤務し、彗星・小惑星や星団・変光星・銀河などの観測を行った。この時期に正確な観測に裏付けられた論文を多数執筆し、これによってロックフェラー財団から奨学金を獲得して1926年から2年間、アメリカのウィルソン山天文台で研究を行った。後にウィルソン山天文台の常勤研究員に推薦され、1931年に妻とともにアメリカに移住した。
バーデは決められた天域の光度の基準となる標準星の等級を較正する研究を行っていた。当時は写真による測光観測が主流だったが、この方法で得られた恒星の等級は誤差が大きく、観測天文学者を悩ませていた。バーデはエドウィン・ハッブルとともに、ウィルソン山天文台の大望遠鏡を使って初めて標準星の光電測光観測を行い、測光データの精度を高めることに貢献した。
1930年代から40年代にかけて、バーデは銀河や球状星団の観測を精力的に行った。この頃にバーデはフリッツ・ツビッキーと共同で、超新星爆発によって中性子星が作られることを初めて示した。
彼は第二次世界大戦が始まる少し前にアメリカの市民権を申請するための書類を発行してもらっていたが、転居を繰り返すうちに書類を紛失してしまっていた。バーデは役所の事務手続きがあまり好きでなかったらしく、そのまま市民権を申請せずに放置していた。やがて戦争が始まるとバーデは敵国人ということになり、天文台のあるカリフォルニア州パサデナから外に出ることを当局から制限されてしまった。しかし天文台で観測を行うことだけは特別に許可された。この時期は天文台の研究者の多くも戦争に動員されていたため、結果的にバーデが天文台の望遠鏡を使える時間が増えることになった。加えて、灯火管制によってロサンゼルスの市街光が減り、偶然にも観測に理想的な環境となった。このような中で1944年、バーデはウィルソン山の100インチ望遠鏡を使ってついに、アンドロメダ銀河 M31 とその伴銀河の中心部を個々の星に分解することに初めて成功した。これらの観測を通じてバーデは、恒星には二つの種族が存在することを発見した。
1948年にパロマー山天文台に当時世界最大の口径200インチヘール望遠鏡が建設されると、彼はこの望遠鏡を使って M31 のセファイド変光星の研究を始めた。彼は M31 に500個以上のセファイド変光星を発見した。彼の共同研究者であったヘンリエッタ・スウォープがこれらの星の変光周期と光度曲線を決定した。
1950年代半ばにはバーデは当時の天文学の新分野であった電波天文学にも取り組んだ。彼は電波源の系統的なサーベイ観測を行い、多くの電波源の光学対応天体を同定した。この観測によって対応する光学天体が見つかった電波源には、はくちょう座A、カシオペヤ座A、おとめ座A、ケンタウルス座Aなどがある。
バーデは1959年にはドイツに戻り、1960年6月25日にゲッティンゲンで没した。
バーデは生涯で10個の小惑星を発見している。この中には長い軌道周期を持つことで知られる(944)イダルゴやアポロ群小惑星の(1566)イカルス、アモール群小惑星の(1036)ガニメドなど、特異小惑星の代表的なものが含まれている。

## 賞・叙勲等

### 賞
- イギリス王立天文学会ゴールドメダル（1954年）
- ブルース・メダル（1955年）
- 米国天文学会 ヘンリー・ノリス・ラッセル講師職（1958年）

### 命名
- 小惑星：(1501)バーデ(Baade)[2]
- 月のクレーター：バーデクレーター
- 月の渓谷：バーデ渓谷
- マゼラン望遠鏡の片方にバーデの名前が付けられている。
- バーデの窓 (Baade's Window) ：いて座の銀河系中心近くにある、星間塵の少ない領域

### 死亡記事
- AN 285 (1960) 286 (one sentence, in German)
- JRASC 55 (1961) 113
- MitAG 14 (1961) 5
- Obs 80 (1960) 166 (one sentence)
- PASP 72 (1960) 434 (one paragraph)
- QJRAS 2 (1961) 118